# Hit and Run
Hit and Run er en amerikansk stumfilm fra 1924 af Edward Sedgwick.

## Medvirkende
- Hoot Gibson som "Swat" Anderson
- Marion Harlan som Joan McCarthy
- Cyril Ring som George Collins
- Harold Goodwin som Tex Adams
- De Witt Jennings som Joe Burns
- Mike Donlin som Red McCarthy
- William A. Steele